# 1992年魯爾蒙德地震
1992年魯爾蒙德地震發生於1992年4月13日，當地時間凌晨3:20左右，芮氏地震規模5.8，震央位於荷蘭東南部城鎮魯爾蒙德。這是荷蘭和西北歐有記錄的最強地震，對荷蘭以及鄰國比利時和德國的老建築造成了嚴重破壞，並間接造成德國波昂一名79歲的婦女因心臟病去世。隨後發生了一系列餘震。